# ステファニア・フェルナンデス

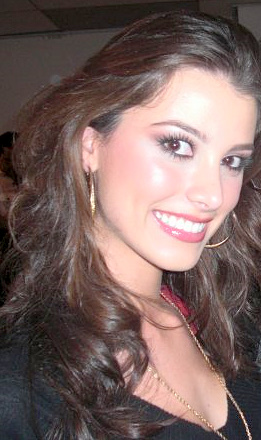
ステファニア・フェルナンデス

ステファニア・フェルナンデス・クルピ （Stefanía Fernández Krupij、1990年9月4日 - ）は、ベネズエラ・メリダ出身のファッションモデル。

## 来歴
メリダで生まれる。父ホセ・フェルナンデスはスペイン・ガリシア州出身で、45年以上前にベネズエラへ移住した。母ナディアは、ソビエト連邦時代に移住してきたウクライナ人家庭の出身であり、ポーランド、ロシアの血も引いている。2008年9月、ミス・ベネズエラ選考会でトルヒージョ州代表として出場、ミス・ベネズエラに選出された。
2009年8月23日、バハマ・ナッソーで開催されたミス・ユニバース2009世界大会において、2009年度のミス・ユニバースとなった。2008年度のミス・ユニバースがベネズエラ代表のダイアナ・メンドーサであり、同じ国の代表が2年連続してミスに選出されるのはこれが初めてのことである。この優勝はギネス世界記録に記載された。